# Gerhard Wucherer
Gerhard Wucherer (Kempten, 11 febbraio 1948) è un ex velocista tedesco, attivo negli anni settanta.

## Biografia
Nel 1968 partecipò ai Giochi Olimpici di Città del Messico dove ottenne un sesto posto con la staffetta 4×100 della Germania Ovest, mentre nella gara individuale dei 100 metri fu eliminato nei quarti di finale.
Nel 1971 ottenne la medaglia d'argento sui 100 metri ai campionati europei alle spalle del sovietico Valerij Borzov. L'anno seguente conquistò la medaglia di bronzo alle Olimpiadi di Monaco di Baviera con la staffetta 4×100, mentre nella gara individuale fu eliminato al primo turno.

## Palmarès
| Anno | Manifestazione | Sede              | Evento  | Risultato | Prestazione | Note |
| ---- | -------------- | ----------------- | ------- | --------- | ----------- | ---- |
| 1971 | Europei        | Helsinki          | 100 m   | Argento   | 10"48       |      |
| 1972 | Olimpiadi      | Monaco di Baviera | 4×100 m | Bronzo    | 39"17       |      |

## Altre competizioni internazionali
1970
- Bronzo in Coppa Europa ( Stoccolma), 100 metri piani - 10"5[1]